# Vinciguerria attenuata
L'argent (Vinciguerria attenuata) és una espècie de peix marí pertanyent a la família Phosichthyidae.

## Descripció
- Pot arribar a fer 4,5 cm de llargària màxima.
- 13-15 radis tous a l'aleta dorsal i 13-16 a l'anal.
- Dors fosc i flancs platejats.
- Té els fotòfors completament desenrotllats quan assoleix els 20 mm de llargada.[2][3][4]
- La reproducció é lloc entre la primavera i començaments de l'estiu.[5]
- Menja crustacis petits.[6]

## Depredadors
A l'Estat espanyol és depredat per la llampuga (Coryphaena hippurus).

## Hàbitat
És un peix marí, mesopelàgic (entre 250 i 600 m durant el dia i entre 100 i 500 a la nit), batipelàgic i de clima subtropical que viu entre 100 i 2.000 m de fondària i entre les latituds 48°N-57°S. Els joves i els adults fan migracions curtes verticals i diàries.
Es troba a l'Atlàntic occidental, l'Atlàntic oriental (des de Portugal fins a Sud-àfrica, incloent-hi la mar Mediterrània), l'Atlàntic nord-occidental (el Canadà), l'Índic (l'illa d'Inhaca -Moçambic-), el Pacífic sud-oriental (Xile) i el mar de la Xina Meridional.
És inofensiu per als humans.